# Lucy in the Sky
Lucy in the Sky is een Amerikaans sciencefictiondrama uit 2019 onder regie van Noah Hawley. De film is gedeeltelijk gebaseerd op het leven van astronaute Lisa Nowak en haar relatie met collega William Oefelein. De hoofdrollen worden vertolkt door Natalie Portman, Jon Hamm, Dan Stevens en Zazie Beetz.

## Verhaal
Astronaute Lucy Cola keert na een lange ruimtereis terug naar de Aarde, waarna ze een relatie begint met collega Mark Goodwin. Door haar transcendente ervaring in de ruimte belandt ze in een neerwaartse spiraal. Ze raakt vervreemd van haar familie en bereikt een dieptepunt wanneer Mark een liefdesaffaire begint met een jongere astronaute.

## Rolverdeling
| Acteur               | Personage         |
| -------------------- | ----------------- |
| Natalie Portman      | Lucy Cola         |
| Jon Hamm             | Mark Goodwin      |
| Dan Stevens          | Drew Cola         |
| Zazie Beetz          | Erin Eccles       |
| Pearl Amanda Dickson | Blue Iris         |
| Colman Domingo       | Frank Paxton      |
| Ellen Burstyn        | Nana Holbrook     |
| Jeremiah Birkett     | Hank Lynch        |
| Joe Williamson       | Mayer Hines       |
| Tig Notaro           | Kate Mounier      |
| Nick Offerman        | Dr. Will Plimpton |
| Jeffrey Donovan      | Jim Hunt          |

## Productie
In 2015 werd het script Pale Blue Dot, dat geschreven werd door Brian C. Brown en Elliott DiGuiseppi en gedeeltelijk gebaseerd was op de driehoeksverhouding tussen Lisa Nowak, William Oefelein en Colleen Shipman, opgepikt door Fox Searchlight. De studio wilde het project verfilmen met actrice Reese Witherspoon als hoofdrolspeelster en producente.
In februari 2017 werd Noah Hawley in dienst genomen om de film te regisseren. Negen maanden later verliet Whiterspoon het project om te kunnen meewerken aan de opnames van het tweede seizoen van Big Little Lies. De actrice werd in januari 2018 vervangen door Natalie Portman. In het voorjaar van 2018 werd de cast uitgebreid met onder meer Jon Hamm, Zazie Beetz, Dan Stevens en Ellen Burstyn. De opnames voor de film gingen in juni 2018 van start.
In maart 2019 belandde het project door de overname van 20th Century Fox, het moederbedrijf van Fox Searchlight, bij The Walt Disney Company.
Lucy in the Sky ging op 11 september 2019 in première op het internationaal filmfestival van Toronto. De film kreeg overwegend negatieve recensies en werd een financiële flop. Ondanks een budget van zo'n 21 miljoen dollar bracht de film slechts 325.950 dollar op.